# Antanas Trimakas
Antanas Trimakas, ps. „Sakamirta” (ur. 19 czerwca 1902 w Taupriai k. Birż, zm. 27 lutego 1964 w Nowym Jorku) – rosyjski i litewski prawnik, ekonomista, dziennikarz, dyplomata, urzędnik konsularny i lider litewskich organizacji emigracyjnych. 

## Życiorys
Ukończył szkołę średnią w Birżach (1924), studiował prawo na uniwersytecie w Kownie i uniwersytecie w Grenoble; otrzymał doktorat z ekonomii i nauk politycznych na uniwersytecie katolickim w Lille (1930). Redagował tygodnik „Gerovė” (1924-). W 1925 wstąpił do litewskiej służby zagranicznej. Ponownie podjął studia - w Akademii Prawa Międzynarodowego w Hadze (1931–1932) oraz w Międzynarodowej Szkole Nauk Politycznych w Genewie (1936). Powrócił do służby zagranicznej, m.in. pełniąc funkcję sekretarza w ambasadzie Litwy w Sztokholmie, naczelnika Wydziału ds. Europy Środkowej MSZ w Kownie (1935-1938), radcy ambasady Litwy w Warszawie (1938) i konsula generalnego w Wilnie (1939). We wrześniu 1939 powrócił do MSZ w Kownie, by reprezentować państwo litewskie (w randze konsula generalnego i radcy ambasady) tym razem wobec okupujących Wileńszczyznę władz radzieckich (1939), po czym po przekazaniu Wilna i okolic Republice Litewskiej, organizował w mieście administrację litewską (1939-1940). Powierzono mu też funkcję konsula generalnego Litwy w Tybindze (1945-1947).
W 1947 wyjechał do Stanów Zjednoczonych. Uczył języka francuskiego i rosyjskiego w Gannon University w Erie, Pensylwania (1947-1950). Od 1950 mieszkał w Nowym Jorku i wykładał jako profesor ekonomii na Seton Hall University w South Orange, stan New Jersey. Intensywnie angażował się w polityczne działania litewskich organizacji emigracyjnych. Był przewodniczącym Najwyższego Komitetu Wyzwolenia Litwy (Vyriausiasis Lietuvos išlaisvinimo komitetas - VLIK) (1957-1964) oraz współtwórcą Litewskiego Klubu Studiów Politycznych w Nowym Jorku (Lietuvių politinių studijų klubą) (1952-), monitorującego sytuację w okupowanej przez ZSRR Litwie. Członek Stowarzyszenia Prawników Litewskich. 
W 1925 zawarł ślub z Jadwigą Kumpikeviciute (1909-1976), piosenkarką. Zmarł na 3 atak serca w swoim domu na Brooklynie. Pochowany 2 marca na cmentarzu Świętego Karola (Saint Charles Cemetery) w Farmingdale na Long Island.

## Zob. też
- Konsulat Litwy w Wilnie
- Polskie ultimatum wobec Litwy
- Konflikt polsko-litewski